# Кундман, Карл
Карл Ку́ндман (нем. Carl Kundmann; 15 июня 1838, Вена — 9 июня 1919, Вена) — австрийский скульптор.

## Биография
Учился у Франца Бауэра в Венской академии художеств а затем в 1860—1865 у Хенеля в Дрездене. Исполнив рельеф «Хирон и Ахиллес» и несколько декоративных фигур для Дрезденского художественного училища, обратил на себя внимание также группой «Милосердный самаритянин», интересной по плавности линий, благородству форм и глубине выражения. За эту группу, кроме известности, Кундман получил правительственную стипендию для поездки в Рим. Однако прежде, чем отправиться туда, он успел ещё изваять несколько аллегорических фигур для украшения шварценберговского моста в Вене и статую императора Рудольфа Габсбургского для местного арсенала.
В Риме появилась его вторая статуя для арсенала (принц Евгений) и эскиз памятника Шуберту, исполненного затем в крупном размере из мрамора и поставленного в 1872 году в Венском городском парке. За этим мастерским произведением Кундмана последовали два другие, не менее прекрасные — бронзовый памятник адмиралу фон Тегетхоффу, в Поле, с четырьмя колоссальными аллегорическими статуями Войны, Моря, Славы и Победы вокруг цоколя, и величественный мраморный монумент императрицы Марии-Терезии в Вене.
Из прочих работ заслуживают упоминания статуя графа Буркуа (в Венском арсенале), несколько рельефов мифологического содержания и превосходные портретные бюсты химика Редтенбаха, живописца Фюриха и других лиц. С 1872 года Кундман был профессором скульптуры в Венской академии художеств. Изображен на австрийской почтовой марке 1948 г.